# Ostia (starożytne miasto)

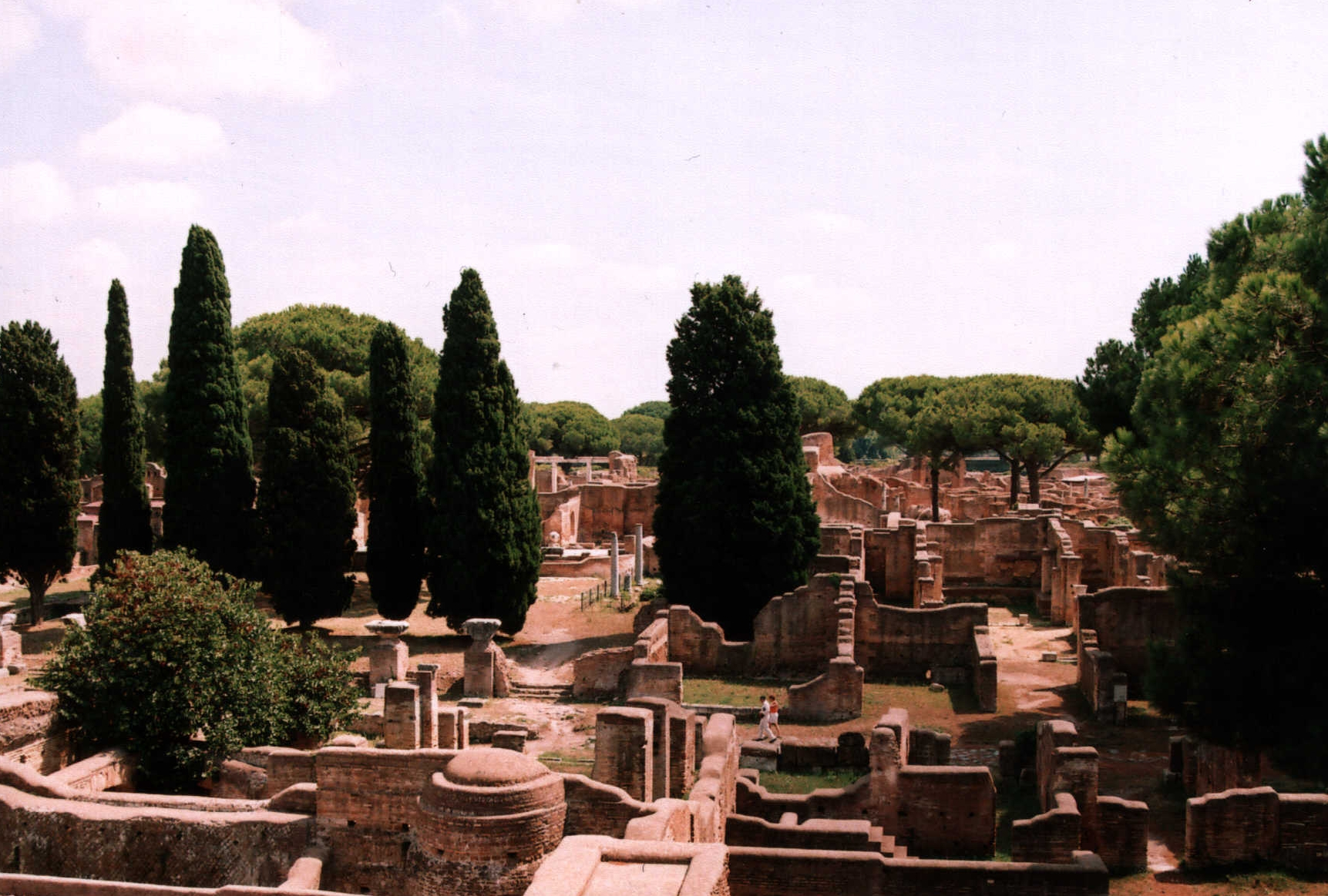
Widok ogólny wykopalisk

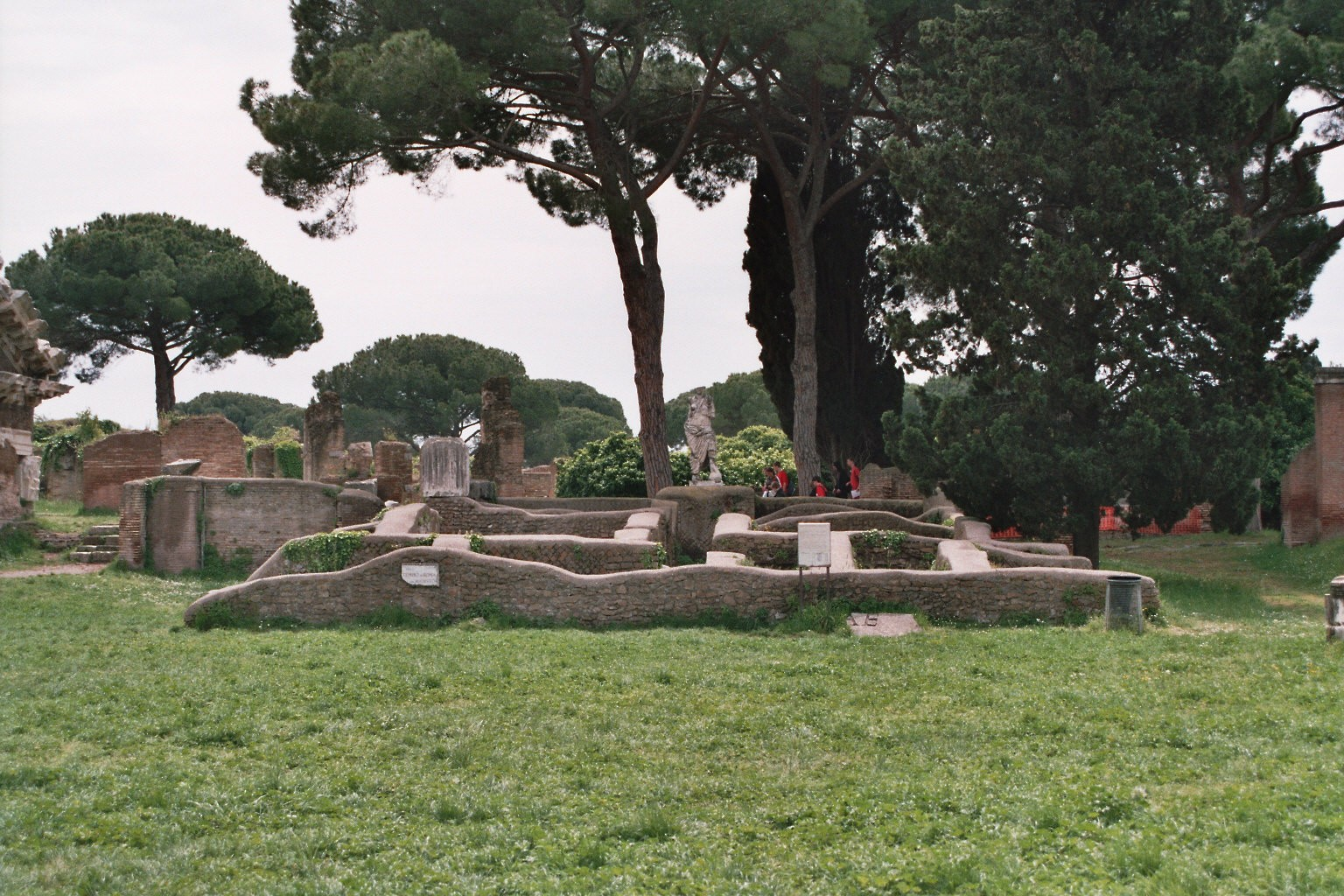
Świątynia bogini Rzymu (Dea Roma) na forum

Ostia (łac. ostium – ujście) – antyczne miasto portowe, położone w ujściu rzeki Tyber do Morza Tyrreńskiego, obecnie oddalone o ok. 30 km od centrum Rzymu. 
Przypuszczalnie pierwsza kolonia starożytnego Rzymu; zachowane do dziś ruiny są pod względem powierzchni jednymi z największych we Włoszech. Ponieważ od czasów starożytnych linia brzegowa odstępowała w ślad za morzem, obecnie port w dalszym ciągu znajduje się nad Tybrem, ale odległy około 3 km od plaży.

## Historia
Na wschód od Ostii znajdują się wyrobiska solne, z których najprawdopodobniej wydobywano sól morską już w środkowym i późnym okresie brązu (1400–1000 lat p.n.e.). Obok wyrobisk mogły we wczesnej erze żelaza (1000–700 lat p.n.e.) istnieć niewielkie wioski.
Zgodnie z przekazami takich autorów jak Enniusz, Liwiusz, Cyceron i Dionizjusz z Halikarnasu, Ostia została założona przez czwartego króla Rzymu, Ankusa Marcjusza, w roku 620 p.n.e., lecz dotąd nie odnaleziono żadnych pozostałości archeologicznych, poświadczających ten okres.
Za czasów Republiki jako port wykorzystywano naturalne ukształtowanie terenu przy ujściu Tybru, dopiero w czasach Cesarstwa cesarz Klaudiusz zbudował sztuczną przystań, zaś Hadrian rozkazał wykonać kanał łączący port z Tybrem. Wówczas Ostia rozkwitła jako miasto, dodatkowo wzbogacona budowlami przez Marka Aureliusza i połączona z wiecznym miastem nową drogą –  Via Portuensis, przebiegającą prawym brzegiem Tybru. Wraz z upadkiem politycznym i militarnym miasta Rzymu, Ostia straciła na znaczeniu, a port w ciągu stuleci zamienił się w bagnisko. W latach 827–844 papież Grzegorz IV odnowił miasto, wznosząc fortyfikacje, które miały bronić je przed Saracenami, i nadał mu nazwę Gregoriopolis. W 849 w pobliżu Ostii doszło do bitwy morskiej, w której flota chrześcijańska pokonała flotę arabską.

## Kompleks ruin antycznych
Główna ulica Ostii to decumanus maximus – oryginalna, antyczna droga prowadzi obok starożytnej nekropolii przez miejsce, w którym znajdowała się dawna główna brama – Porta Romana. Inne interesujące obiekty to kompleks łaźni „cesarskich”, dawne magazyny portowe i termy Neptuna oraz położone tuż obok baraki straży. W centrum dawnej miejscowości, przy głównym placu, znajduje się antyczny teatr z II wieku, mogący pomieścić około 4000 widzów (częściowo zrekonstruowany w okresie rządów Mussoliniego).
W pobliżu głównego placu zrekonstruowano budynek tzw. Kapitolu, otoczony forum (ze świątynią Augusta) i budynkami term. Najlepiej zachowanym domem w Ostii jest Dom Diany (Casa di Diana) z dziedzińcem i zespołem licznych pomieszczeń. Na uwagę zasługuje Termopilum – antyczny bar z zachowanymi malowidłami ściennymi przedstawiającymi tamtejszy jadłospis.
Końcowy odcinek „Decumano Massimo” prowadzi w kierunku wschodnim, gdzie w starożytności znajdowała się przystań, obok pozostałości domów dawnych rzemieślników, kupców i sprzedawców (m.in. rzeźników, kowali), przez resztki bramy Porta Marina (inną główną bramą była Porta Laurentina, w południowej części murów miejskich). W pobliżu antycznej linii brzegowej znajdują się ruiny term Porta Marina.
Na terenie Ostia Antica funkcjonuje także niewielkie muzeum, które prezentuje turystom sarkofagi, malowidła oraz cenniejsze posągi (m.in. Mitry zabijającego byka).
W polskiej literaturze emocjonalno-nastrojowy opis ruin Ostii zawarła Maria Kuncewiczowa w powieści Cudzoziemka.